# Franz Ferdinand Kinsky

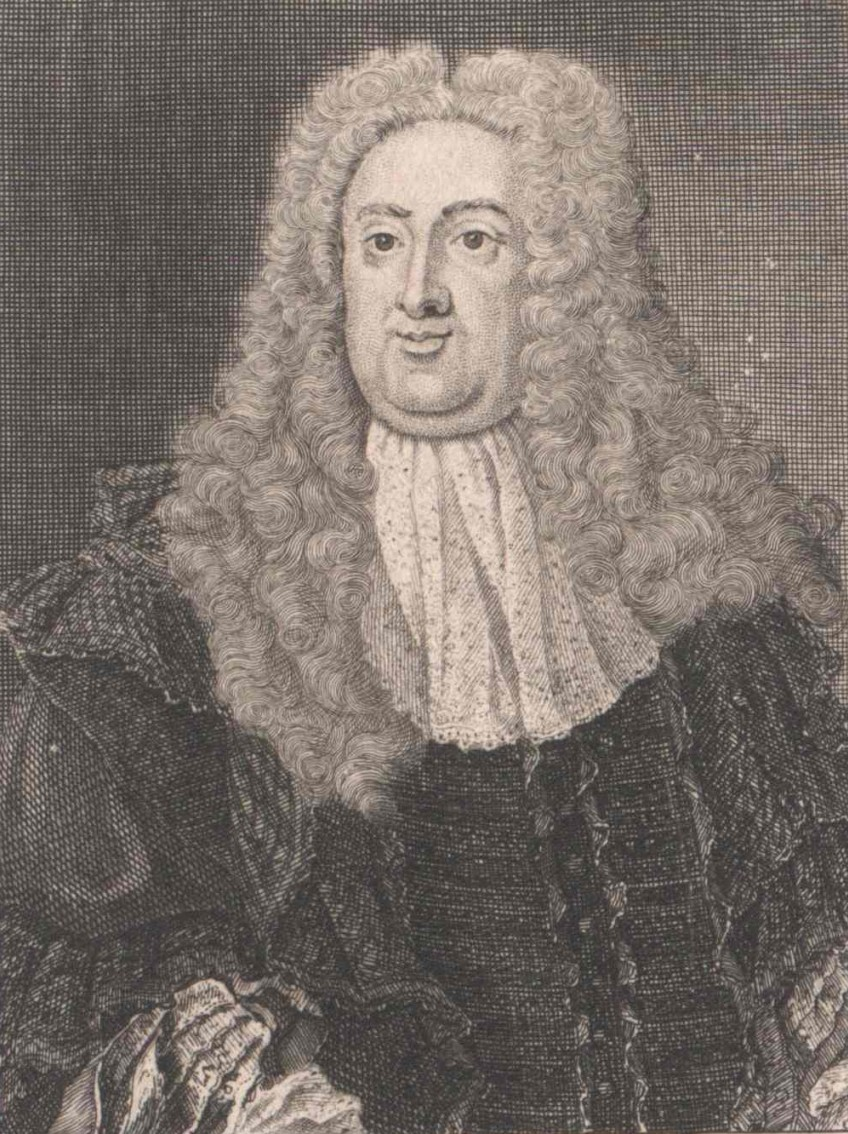
Franz Ferdinand Kinsky

Franz Ferdinand Graf Kinsky von Wchinitz und Tettau  (tschechisch František Ferdinand Kinský; * 1. Januar 1678 in Prag; † 12. September 1741 ebenda) war ein böhmischer Diplomat und Staatsmann, Oberstkanzler in Böhmen und Stammvater der gräflichen Linie der Kinskys.

## Leben
Franz Ferdinand Kinsky entstammt dem böhmischen Uradelsgeschlecht der Kinskys, das bereits seit dem 13. Jahrhundert urkundlich bekannt ist. Er wurde als dritter Sohn des Grafen Wenzel Norbert Octavian Kinsky und dessen erster Ehefrau Anna Maria Franziska Gräfin Martinitz (* 1652, † 1694) in Prag geboren. Franz Ferdinand wuchs in standesgemäßen Verhältnissen auf und studierte an der Universität in Löwen in der Region Flandern. Nach beendeten Studien trat er bereits mit 27 Jahren im Jahre 1705, dem Beispiel des Vaters folgend, in den Staatsdienst und wurde zum Vizekanzler von Böhmen ernannt. Kinsky kletterte schnell die hierarchische Leiter nach oben, im Jahre 1715 wurde er zum 'Hofkanzler' und am 24. Juni 1723 zum 'Obristen Kanzler des Königreichs Böhmen' (lat. Supremus cancellarius regne Bohemiae) ernannt.
Kinsky diente als loyaler Diplomat zwei Kaisern: Joseph I. und Karl VI. Im Jahre 1708 wurde er von Kaiser Joseph I. als „churböhmischer Comitial-Gesandter“ zum „Churfürstenrath“ nach Frankfurt am Main entsandt. Drei Jahre später wirkte er in derselben Eigenschaft bei der Vorbereitung der Kaiserwahl Karls VI. sehr erfolgreich mit. Die Bedenken gegen die Kaiserwahl eines Österreichers (Habsburgers) konnte er erfolgreich ausräumen und ermöglichte es, dass am 12. Oktober 1711 die Kurfürsten Karl VI. zum römisch-deutschen König wählten. Am 22. Dezember 1711 nahm er in Frankfurt auch an der Kaiserkrönung Karls VI. teil.
1721 war er kaiserlicher Gesandter bei der Wahl des Papstwahl von Innozenz XIII. in Rom.
Im Jahre 1722 entsandte ihm der Kaiser zum Ungarischen Landtag nach Preßburg. Bei diesem Landtag sollten die Ungarischen Stände die Annahme der Pragmatischen Sanktion Kaiser Karls VI. beschließen. Verhandelt wurde auch über eine eingeschränkte Glaubensausübung der Protestanten im Königreich Ungarn, für welche sich Kinsky einsetzte. Der Antrag wurde jedoch von den Ständen abgelehnt. 1729 kam er als 'königlicher Commissär' abermals nach Preßburg um die Glaubenssituation der Protestanten in Ungarn zu klären. Auch dieser Versuch blieb jedoch erfolglos.
Am 27. November 1731 wurde er in den Orden vom Goldenen Vlies aufgenommen.
Am 3. Januar 1736 trat Franz Ferdinand von seinem Posten zurück und zog sich ins Privatleben zurück. Bereits 1720 erwarb er das Schloss Eckartsau im Marchfeld, das er nach den Plänen Joseph Emanuel Fischer von Erlach's unter der Leitung des kaiserlichen Maurermeisters Christian Alexander Oedtl (* 1661, † 1737) in ein barockes Prunkschloss umgestalten ließ. Hier verbrachte er teilweise seine letzten Lebensjahre. Franz Ferdinand Kinsky starb am 12. September 1741 in seinem Prager Palais und wurde in der Krypta der Prager Salvatorkirche bestattet.

## Nachkommen
Franz Ferdinand wurde von seinem Vater trotz zweier älterer Brüder zum Majoratsherrn bestimmt. Nach dem Tode des Vaters  war er Anfeindungen seiner älteren Brüder ausgesetzt und konnte nur unter kaiserlichen Schutz das Majorat antreten. Durch seine zwei Heiraten war er der Begründer des gräflichen Zweiges der Kinsky's.
Franz Ferdinand Kinsky war zweimal verheiratet. Seine erste Ehefrau – die er im Februar 1706 heiratete – war Marie Therese Eleonore Gräfin von Fünfkirchen (* 19. Juni 1675, † 17. August 1729) mit welcher er folgende vier Söhne hatte, von denen jedoch nur einer das Erwachsenenalter erreichte:
- Wenzel Joseph (* 1707, † 1708)
- Franz Wenzel Cajetan (* /† 1708)
- Carl Joseph (* 1711, † 1717)
- Leopold Ferdinand (* 1713, † 1760) ⚭ Maria Theresia Capece de Rofrano (1715–1778), Eltern von Philipp Kinsky von Wchinitz und Tettau (1741–1827)

In zweiter Ehe heiratete Franz Ferdinand am 10. April 1730 Maria Augustina Josepha Johanna Gräfin Pálffy de Erdőd (* 28. August 1714, † 3. März 1759). Aus dieser Ehe gingen folgende sechs Kinder hervor:
- Joseph (* 1731, † 1804), österreichischer Feldmarschall[9]
- Maria Anna (* 1736, † 1752)
- Maria Josepha (* 1738, † 1767) ⚭ 1760 Maximilian Franz Xaver von und zu Daun (1721–1790)[10]
- Franz Joseph (* 1739, † 1805) ⚭ Gräfin Maria Renata von und zu Trauttmansdorff (1741–1808)
- Maria Antonia (* 1739, † 1816)
- Joseph (* 1741, † ?)